# 显脉杜英
显脉杜英（学名：Elaeocarpus dubius）为杜英科杜英属下的一个种。

## 扩展阅读
- 維基物種上的相關：显脉杜英